# NWA and Their Family Tree
Albums de N.W.A
The Best of NWA: The Strength of Street Knowledge
(2006)
NWA and Their Family Tree est une compilation de N.W.A, sortie en 2008.
L'album, qui comprend des titres de N.W.A ainsi que d'artistes proches du groupe, s'est classé 38e au Top R&B/Hip-Hop Albums.

## Liste des titres
| No  | Titre                            | Interprète(s)                                                            | Durée |
| --- | -------------------------------- | ------------------------------------------------------------------------ | ----- |
| 1.  | Straight Outta Compton           | NWA                                                                      | 4:15  |
| 2.  | Boyz-n-the-Hood                  | Eazy-E                                                                   | 5:14  |
| 3.  | Dopeman                          | NWA                                                                      | 5:46  |
| 4.  | Fuck tha Police                  | NWA                                                                      | 5:14  |
| 5.  | We Want Eazy                     | Eazy-E                                                                   | 5:01  |
| 6.  | Express Yourself                 | NWA                                                                      | 3:57  |
| 7.  | It Was a Good Day                | Ice Cube                                                                 | 4:19  |
| 8.  | V.S.O.P.                         | Above the Law                                                            | 4:48  |
| 9.  | You Can't Play with My Yo-Yo     | Yo-Yo featuring Ice Cube                                                 | 3:53  |
| 10. | Foe Life                         | Mack 10                                                                  | 4:13  |
| 11. | It's Funky Enough                | The D.O.C.                                                               | 4:28  |
| 12. | Final Frontier                   | MC Ren                                                                   | 4:09  |
| 13. | Regulate                         | Warren G featuring Nate Dogg                                             | 4:08  |
| 14. | Bow Down Bow Down                | Westside Connection                                                      | 3:26  |
| 15. | Bitch Please                     | Snoop Dogg featuring Xzibit                                              | 3:46  |
| 16. | Gangstas Make the World Go Round | Westside Connection                                                      | 4:32  |
| 17. | Lay Low                          | Snoop Dogg featuring Master P, Nate Dogg, Butch Cassidy et Tha Eastsidaz | 3:42  |
| 18. | We Be Puttin' It Down            | Bad Azz featuring Snoop Dogg                                             | 4:21  |